# Air Kiribati
Air Kiribati – narodowy przewoźnik Kiribati z flotą liczącą jeden niewielki samolot marki Britten-Norman. Linia realizuje loty między wyspami wchodzącymi w skład Kiribati, pełni także funkcję lotniczego pogotowia ratunkowego. Działa od 1995, jej macierzystym portem lotniczym jest lotnisko Bonriki w Tarawie.

## Porty docelowe
- Kiribati
  - Abaiang (Port lotniczy Abaiang)
  - Abemama (Port lotniczy Abemama)
  - Aranuka (Port lotniczy Aranuka)
  - Arorae (Port lotniczy Arorae Island)
  - Beru (Port lotniczy Beru Island)
  - Butaritari (Port lotniczy Butaritari)
  - Kuria (Port lotniczy Kuria)
  - Maiana (Port lotniczy Maiana)
  - Makin (Port lotniczy Makin)
  - Marakei (Port lotniczy Marakei)
  - Nikunau (Port lotniczy Nikunau)
  - Nonouti (Port lotniczy Nonouti)
  - Onotoa (Port lotnczy Onotoa)
  - Tabiteuea North (Port lotniczy Tabiteuea North)
  - Tabiteuea South (Port lotniczy Tabiteuea South)
  - Tamana (Port lotniczy Tamana)
  - Tarawa (Port lotniczy Bonriki)